# Caitlins val
Caitlins val (engelska: Caitlin's Way) är en amerikansk dramaserie om en rebellisk föräldralös tonårsflicka från storstaden Philadelphia som har problem med myndigheterna. Efter att ha blivit arresterad erbjuds hon att i stället för ungdomsvårdsskola bo på landsbygden i Montana, där hennes mors kusin har en gård. Lindsay Felton gör huvudrollen som Caitlin Seeger. Serien sändes ursprungligen i Nickelodeon mellan 11 mars 2000 och 28 april 2002. Ranchen som i serien skulle föreställa Montana låg i verkligheten nära High River i den kanadensiska provinsen Alberta. Stadsscener spelades in i Calgary, och ibland kan man se Calgarys snabbspårvagnar, C-Train, susa förbi i bakgrunden.

## Skådespelare
- Lindsay Felton - Caitlin Seeger
- Jeremy Foley - Griffen Lowe
- Cynthia Belliveau - Dori Lowe
- Ken Tremblett - Jim Lowe
- Stephen Warner - Brett Stevens
- Tania Saulnier - Taylor Langford
- Brendan Fletcher - Eric Anderson
- Julianna Enciu - Annie
- Alexandra Purvis - Julie Stevens
- Sean Amsing - Jordan Clarke
- Alana Husband - Nikki
- Jason McSkimming - Will Findlay
- Nathaniel Arcand - Garth Crowchild

### Gästster
- Danny O'Donoghue - Danny O'Donoghue
- Joe-Norman Shaw - David Seeger